# Želvušky
Želvušky (Tardigrada) je kmen mikroskopických bezobratlých bilaterálně souměrných živočichů, kteří se vyznačují segmentovaným tělem s hlavou a čtyřmi páry končetin. I přes mikroskopickou velikost mají pokročilou stavbu těla včetně některých vnitřních orgánů a svalstva. Končetiny bývají zakončeny drápky různých počtů a tvarů, které jsou důležitým taxonomickým znakem. Dospělí zástupci želvušek měří nejčastěji kolem 250–500 mikrometrů (µm), největší druhy dosahují k 1200 μm. K roku 2023 bylo známo přes 1400 druhů. Každoročně bývá popsáno několik desítek nových druhů a skutečná druhová diverzita kmene bude mnohem vyšší. Želvušky se nejčastěji řadí spolu se členovci a drápkovci do skupiny Panarthropoda, nicméně řada molekulárních studií poukazuje na blízký vztah želvušek s hlísticemi. Kmen želvušek se dělí na dvě třídy, a sice Heterotardigrada zahrnující hlavně mořské druhy, a Eutardigrada, která sdružuje zejména sladkovodní a suchozemské želvušky.
Řada druhů je průsvitných, avšak hlavně suchozemské a sladkovodní dospělé druhy mají různé zbarvení těla, které je chrání proti ultrafialovému záření. Zatímco dýchací a oběhová soustava chybí, trávicí soustava je propracovaná. Začíná ústním aparátem, který zahrnuje mj. systém tzv. stylet, tedy aragonitních bodců, které pomáhají porcovat potravu. Nervová soustava má žebříčkovitý tvar. Smyslovou funkci zajišťuji hlavové (cefalické) výrůstky (cirri a clavae) i jednoduchá očka, která však nejsou posazena na tělní stěně, ale uvnitř těla na mozku. Vývoj je přímý. Většina druhů se rozmnožuje gonochoristicky, avšak objevují se hermafroditní populace nebo rozmnožování partenogenezí. Želvušky se mohou živit býložravě (mechy, řasy) nebo predátorsky (hlístice, vířníci), přičemž hlístice mohou naopak patřit i k predátorům želvušek. Aktivní délka života se odhaduje na 18−30 měsíců, nicméně vlivem anabiózy se může výrazně prodloužit jeho pasivní část.
Želvušky se vyskytují v mořských, sladkovodních i suchozemských habitatech. Jedná se nicméně primárně o vodní živočichy, kteří potřebují vodu pro aktivní život. Většina druhů sice je suchozemská a žije např. ve vodních filmech mechů a lišejníků, nicméně v případě sucha vstupují do anhydrobiózy (typ anabiózy), čili stavu útlumu životních funkcí na naprosté minimum, ve kterém přečkají celé týdny, měsíce, občas roky a v extrémních případech i celá desetiletí. Po zalití těla vodou se opět vrátí do života. V anabióze želvušky dokáží přežít extrémní teplo, chlad, radioaktivní záření či dokonce anaerobní podmínky. Želvušky byly několikrát vzaty do vesmíru, kde přežily i vystavení vesmírnému vakuu. Extrémní odolnost želvušek spolu s medvídkovitým tvarem suchozemských a sladkovodních zástupců jim vysloužila řadu zmínek a narážek v populární kultuře.

## Systematika

### Objev
Želvušky poprvé pozoroval roku 1773 německý zoolog Johann August Ephraim Goeze a popsal je jako kleiner Wasser Bär („malý vodní medvěd“). Vědecké označení Tardigrada (z latinského tardus, „pomalý“, a gradus, „krok“) zavedl roku 1777 italský biolog Lazzaro Spallanzani, kterému nově objevení živočichové připomínali želvy (odtud i české pojmenován). Spallanzanimu pojmenování odpovídá slovenský název pomalky či anglický slow walkers („pomalí chodci“); jiný angl. název je water bears („vodní medvídci“), mezi vědci slangově „mechová prasátka“ (moss piglets).

### Evoluce

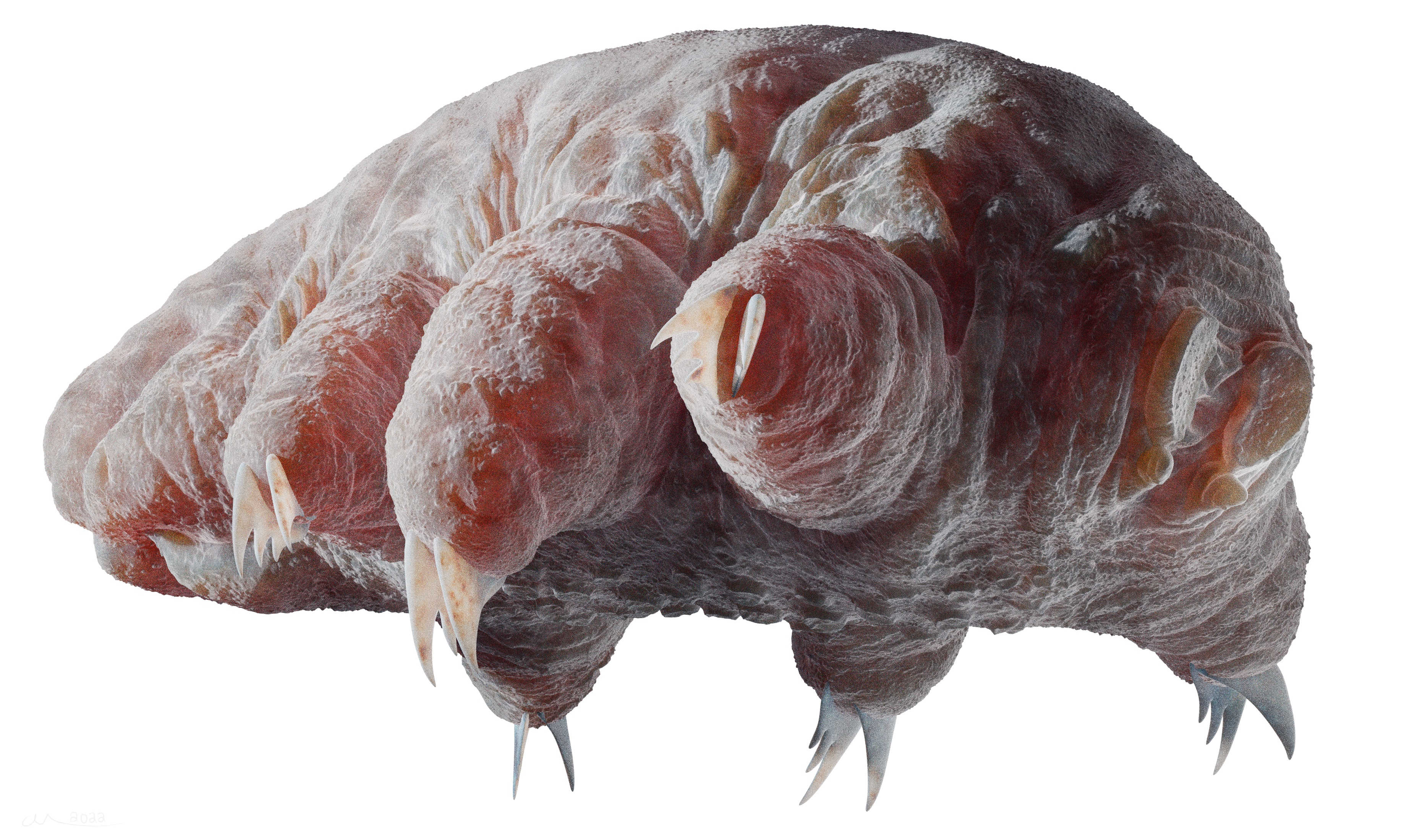
Rekonstrukce bezejmenné želvušky z období kambria (dílo od Cambrian Kuonamka Formation)

Evoluční počátky želvušek spadají do kambria do tzv. kambrické exploze. Želvušky se pravděpodobně vyvinuly v moři a teprve postupně kolonizovaly sladkovodní a terestrické habitaty. K vývoji želvušek patrně došlo z mnohem větších předků. Během miniaturizace u nich došlo ve všech hlavních orgánech k redukci velikosti i počtu buněk, mozek a jeho struktura byly značně redukovány, oběhová a dýchací soustavy zcela zanikly. Současné segmentované tělo se patrně vyvinulo ztrátou větší střední části těla.
Původ a raná evoluční historie želvušek je patrně spjata s lobopody (Lobopodia), vyhynulou skupinou měkkotělných mořských červů. První želvušky měly patrně červovitý tvar těla bez segmentování, ale s kutikulárními strukturami obklopujícími ústní otvor a končetinami bez prstů, ale stále zakončených drápky. Poznání evoluční historie želvušek komplikují jejich extrémně sporadické fosilie, což je dáno hlavně jejich miniaturní velikostí, kvůli které jsou želvušky velmi snadno přehlédnutelné, a měkkou stavbou těla, která činí jejich fosilizaci mineralizací nebo kompresí extrémně nepravděpodobnou. Nejstarší nález představuje fosilizovaná želvuška ze Sibiře, jejíž datace spadá do středního kambria. Tento prapředek želvušek se od recentních zástupců lišil tím, že měl jen tři páry končetin místo čtyř (pozdějším výzkumem bylo nicméně navrženo, že fosilizovaný kambrický exemplář představuje nedospělého jedince, jehož čtvrtý pár končetin se teprve vyvíjí), měl zjednodušenou morfologii hlavy a postrádal hlavové (cefalické) přívěsky. Další fosilizované želvušky se zachovaly z jantaru z období křídy i z dalších, recentnějších období.

### Vnější systematika

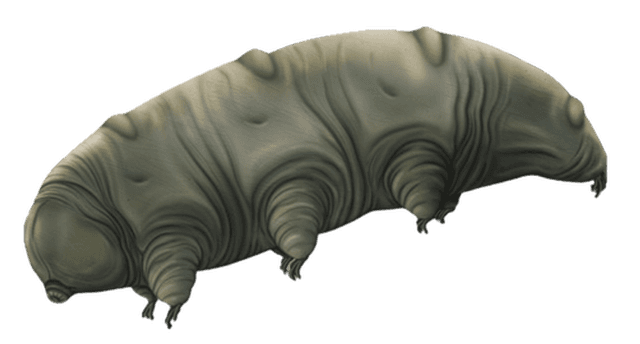
Rekonstrukce miocenní želvušky Paradoryphoribius

Želvušky se staly předmětem mnoha morfologických a genetických studií. I přes několik desetiletí moderních výzkumů však jejich postavení v rámci širší systematiky není uspokojivě vysvětleno. Zatímco většina morfologických studií se přiklonila k názoru, že nejbližšími příbuznými želvušek jsou členovci (Arthropoda) a drápkovci (Onychophora), se kterými želvušky utváří klad Panarthropoda, řada genetických studií poukázala na blízkou příbuznost želvušek k cycloneuraliálním živočichům, jmenovitě k hlísticím (Nematoda). Rozsáhlá studie miRNA želvušek z roku 2011 se pokusila vyvrátit závěry předchozích genetických studií poukazujících na příbuznost s hlísticemi tím, že se mělo jednat o důsledek tzv. přitažlivosti dlouhých větví (Long Branch Attraction). Studie dále potvrdila, že želvušky patří k panartropodům coby sesterský taxon ke kladu Antennopoda, který je tvořen drápkovci a členovci. To v kladogramu vypadá následovně:
|             | želvušky (Tardigrada)                                                             |
|             |                                                                                   |
| Antennopoda | \| \| drápkovci (Onychophora) \| \| \| \| \| \| členovci (Arthropoda) \| \| \| \| |
|             | \| \| drápkovci (Onychophora) \| \| \| \| \| \| členovci (Arthropoda) \| \| \| \| |
|             | drápkovci (Onychophora)                                                           |
|             |                                                                                   |
|             | členovci (Arthropoda)                                                             |
|             |                                                                                   |

|  | drápkovci (Onychophora) |
|  |                         |
|  | členovci (Arthropoda)   |
|  |                         |

V úvahu nicméně připadá i sesterský vztah mezi želvuškami a členovci (v takovém případě se hovoří o kladu Tactopoda) nebo želvuškami a drápkovci. Genetická studie z roku 2017 opět poukázala na pravděpodobnější spojení želvušek a hlístic spíše než želvušek a členovců, což jen poukazuje na stále nevyjasněnou pozici želvušek.

### Vnitřní systematika

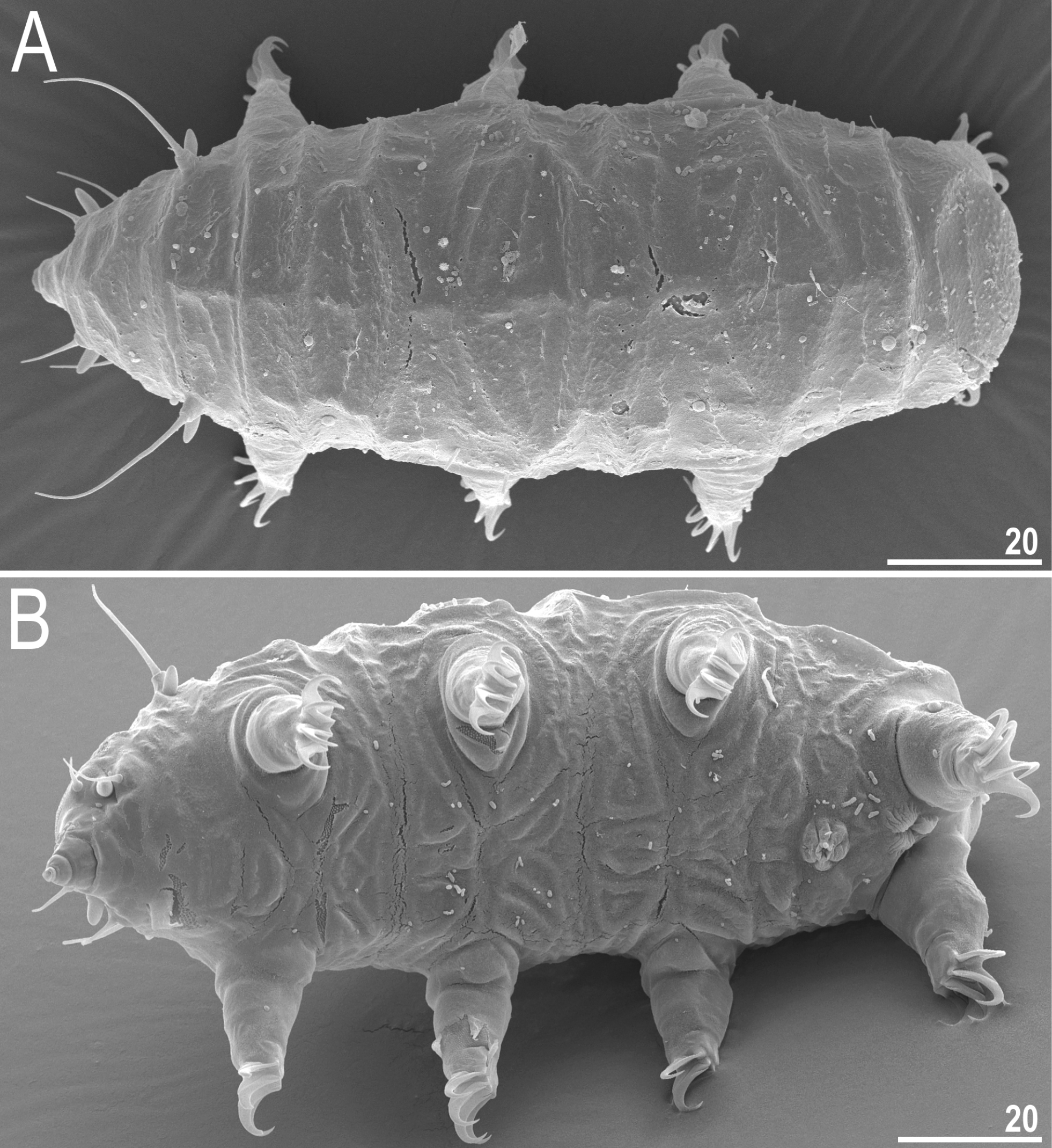
Horní a spodní pohled na Pseudechiniscus mascarenensis

Kmen želvušky se člení na třídy Eutardigrada a Heterotardigrada. Třetí často uváděná třída Mesotardigrada je považována za nejistou, poněvadž zahrnuje jediný druh Thermozodium esakii, jehož lokalita výskytu (termální pramen v Japonsku) byla zničena při zemětřesení, typový druh byl ztracen a zástupce druhu v oblasti nebyl znovu nalezen. Taxon je tak považován za nomen dubium. Pomineme-li tedy pochybnou třídu Mesotardigrada, základní interní taxonomie želvušek vypadá takto:
- třída Heterotardigrada – vysoce diverzifikovaná třída. Zástupci mají hlavové přívěsky jako cirri a clavae, mají gonopór, postrádají Malpighiho trubice.
  - řád Arthrotardigrada (želvušenky) – mořské druhy (s jedinou výjimkou) s teleskopickýma (vysouvacíma) nohama a komplexními drápky nebo adhezními disky a dobře vyvinutými sensorickými hlavovými přívěsky.
  - řád Echiniscoidea – převážně suchozemské druhy s obrněnou kutikulou s tlustými destičkami, avšak zahrnuje i mořské a sladkovodní druhy s teleskopickýma nohama až o 13 drápcích. Tento řád je patrně parafyletický.[26]
- třída Eutardigrada – postrádají teleskopické končetiny, hlavové přívěsky jako cirri a clavae i gonopór. Malpighiho trubice jsou přítomny.
  - řád Apochela – primárně suchozemské druhy bez obrněné kutikuly.
  - řád Parachela – hlavně suchozemské a sladkovodní druhy, pouze několik zástupců je mořských.

K roku 2023 bylo popsáno 1464 druhů želvušek ve 159 rodech a 33 čeledích. Jsou prozkoumány hlavně suchozemské druhy, zatímco mořské druhy jsou probádány jen velmi špatně. Trvalým problémem u identifikace a popisu nových druhů je vedle miniaturní velikosti i jejich fenotypová plasticita.

### Genom
V roce 2015 zveřejnili vědci ze Severokarolínské univerzity v Chapel Hill závěry výzkumu, dle něhož genom želvušek obsahuje asi šestinu genů, které pocházejí z cizích organismů jako jsou bakterie, což by představovalo největší podíl cizích genů ze všech živočichů. Autoři výzkumu spekulovali, že tento masivní horizontální přenos genů může u želvušek vysvětlovat schopnost přežití v extrémních podmínkách. Tvrzení takřka okamžitě vyvrátili vědci z Edinburské univerzity, kteří také zrovna přečetli celý genom želvušek, ale našli minimum horizontálně přenesených genů, a proto došli k závěru, že kolegové ze Severokarolínské univerzity omylem osekvenovali kontaminovaný vzorek DNA. Podobně i japonští vědci zkoumající želvušku Ramazzottius varieornatus došli k tomu, že maximální poměr horizontálně přenesených genů je 1,2 %.

## Popis a anatomie

### Tělní stěna

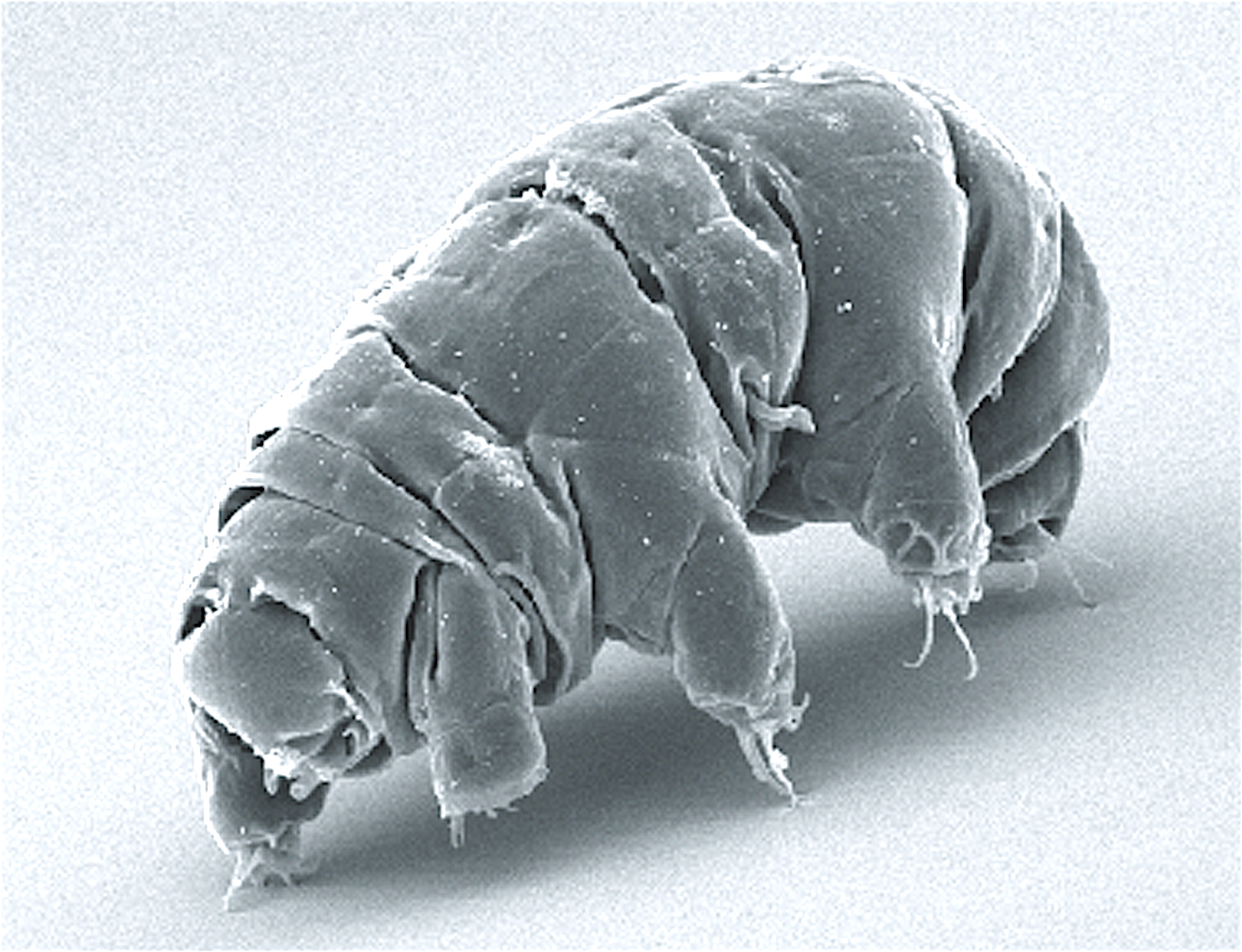
Milnesium tardigradum s medvídkovitým tvarem těla

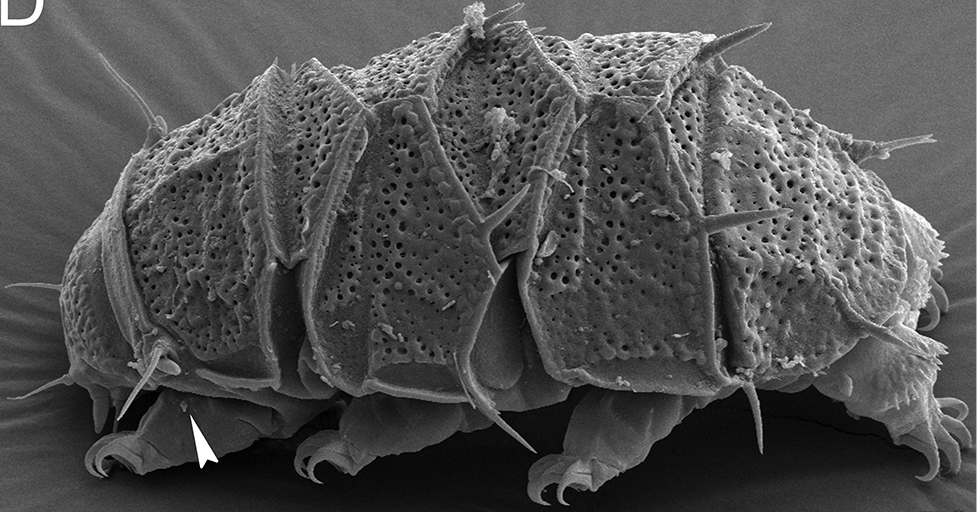
Povrch těla Echiniscus succineus je obrněn výraznými destičkami s chloupky

Želvušky představují extrémně malé živočichy s bilaterálně symetrickým tělem. Ti největší dospělci měří 1200 μm, velikost nedospělých jedinců některých druhů sahá k pouhým 50 μm (oba rozměry se vztahují pouze k tělu bez zadních končetin). Tyto velikosti jsou nicméně extrémní, typický dospělec měří kolem 250–500 μm a pouze několik druhů přesahuje 800 μm. Tak malá těla pojímají pouze kolem 1000 buněk. U řady druhů je přítomna pohlavní dvojtvárnost projevující se ve větší velikosti samic, různé délce hlavových přívěsků nebo jinak tvarovaných drápků, a to zejména u předních končetin. U druhu Florarctus heimi dokonce samice dorůstají více než dvojnásobné délky samců.

Želvušky typicky připomínají tvarem těla osminohé medvědy. Zdaleka ne všechny druhy však mají takovýto tělní tvar. Zejména u mořských artrotardigradů se vyskytuje vysoká variabilita tělních tvarů, které zahrnují např. želvušky s extrémně prodlouženými hlavovými přívěsky nebo s kutikulární vrstvou dalece přesahující tělo. V odborné literatuře se tyto křídelní (alární) či ploutevní kutikulární výběžky označují jako alae. K druhům s alární kotikulou patří např. rody Actinarctus, Florarctus, Raiarctus, Rhomboarctus nebo Wingstrandarctus. Podle tradičního výkladu je tělo želvušek složeno z pěti segmentů: hlavového a čtyř trupových. Některé novější výzkumy nicméně ukazují, že tělo má ve skutečnosti sedm až osm segmentů, jelikož hlava přispívá třemi až čtyřmi segmenty.

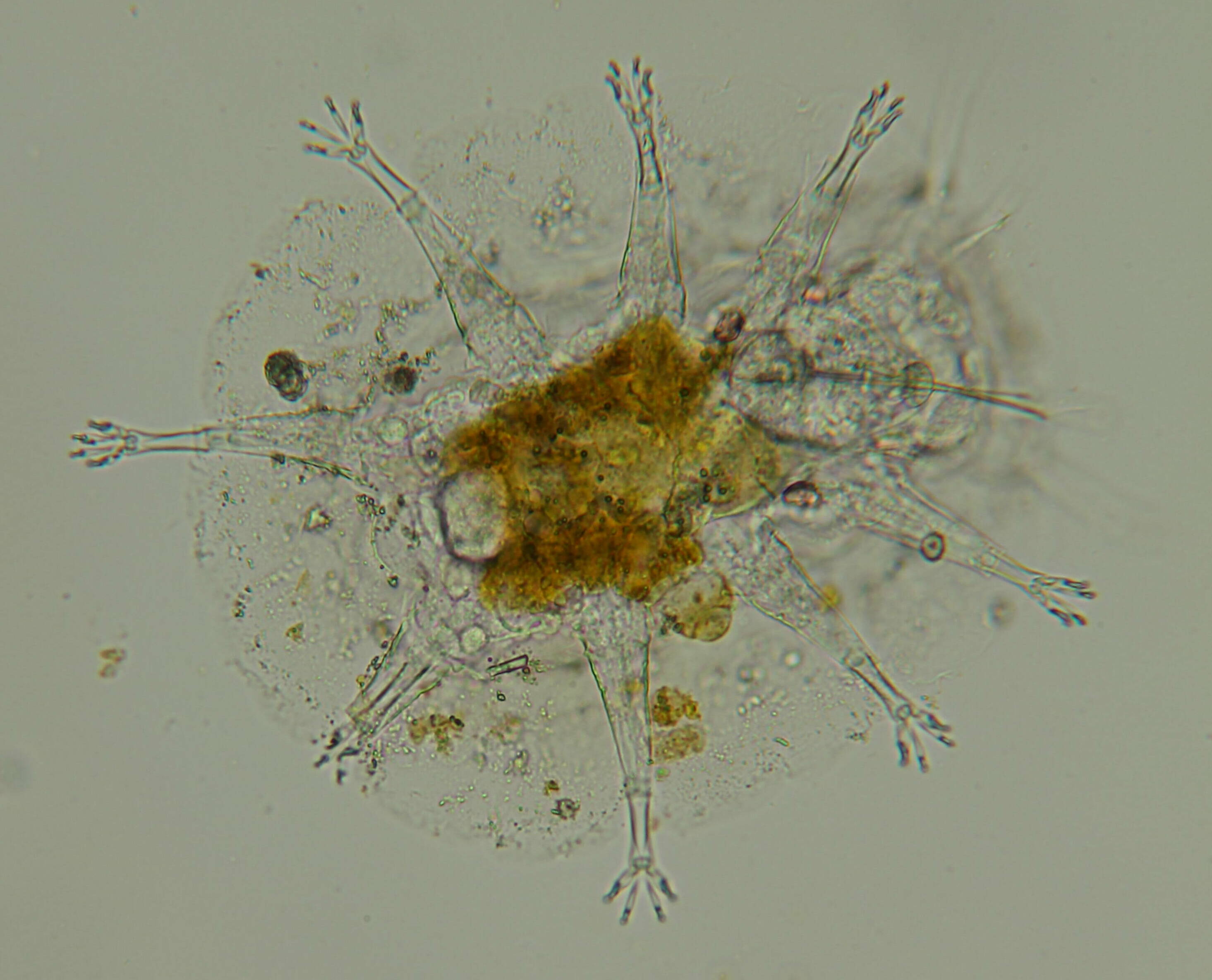
Florarctus patří k mořským druhům s výraznou alární (křídelní) kotukilou

Většina druhů je průsvitných. K průsvitným patří hlavně mořské druhy a také mladé a hladovějící želvušky. Zejména suchozemské druhy mohou mít různě zbarvenou kutikulu od bílé, žluté a růžové přes oranžovou, červenou a zelenou až po hnědou a takřka černou. Zbarvení suchozemských druhů se patrně vyvinulo jako ochrana proti ultrafialovému záření. Tělní dutina vznikla splynutím pravého coelomu a blastocoelu v hemocoel. Je vyplněna tekutinou, která zajišťuje výměnu plynů, živin, vody a elektrolytů. Zahrnuje i coelomocyty, které u želvušek slouží hlavně k uchovávání a distribuci energie ve formě lipidů, proteinů a polysacharidů. U rodu Ramazzottius z třídy Eutardigrada bylo těchto coelomocytů napočítáno kolem 200. Coelomocyty želvušek mohou plnit i imunologickou funkci. 
Stejně jako u drápkovců, i tělo želvušek je pokryto tenkou nevápenitou chitinózní kutikulou. Kutikula je často zdobena různě tvarovanými výrůstky, jako jsou chloupky, a někdy bývá rozdělena do destiček (sklerit) různých tvarů, a to zejména na hřbetní (dorsální) a bočních (laterálních) stranách těla, pouze výjimečně jsou destičky přítomny i na břišní (ventrální) straně. Kutikula vzniká z výměšků pokožky, která se nachází pod ní. U heterotardigradů a některých eutardigradů kutikula není spojená s pokožkou přímo, nýbrž je umístěna na podpůrných sloupečcích.
Želvušky v době růstu prochází 4–12 svlékáními (ekdyzemi), které většinou trvají 5–10 dní. Společně s kutikulou svlékají výstelku střeva, stylety (ústní bodce), tvářovou (bukální) trubici i drápky, které jsou poté vybudovány znovu sekretem z drápkových žláz. Během svlékání želvušky prochází tzv. fází simplex, během které nemohou přijímat potravu z důvodu absence sklerotizovaných (ztvrdlých) částí bukofaryngeálního aparátu.

### Končetiny

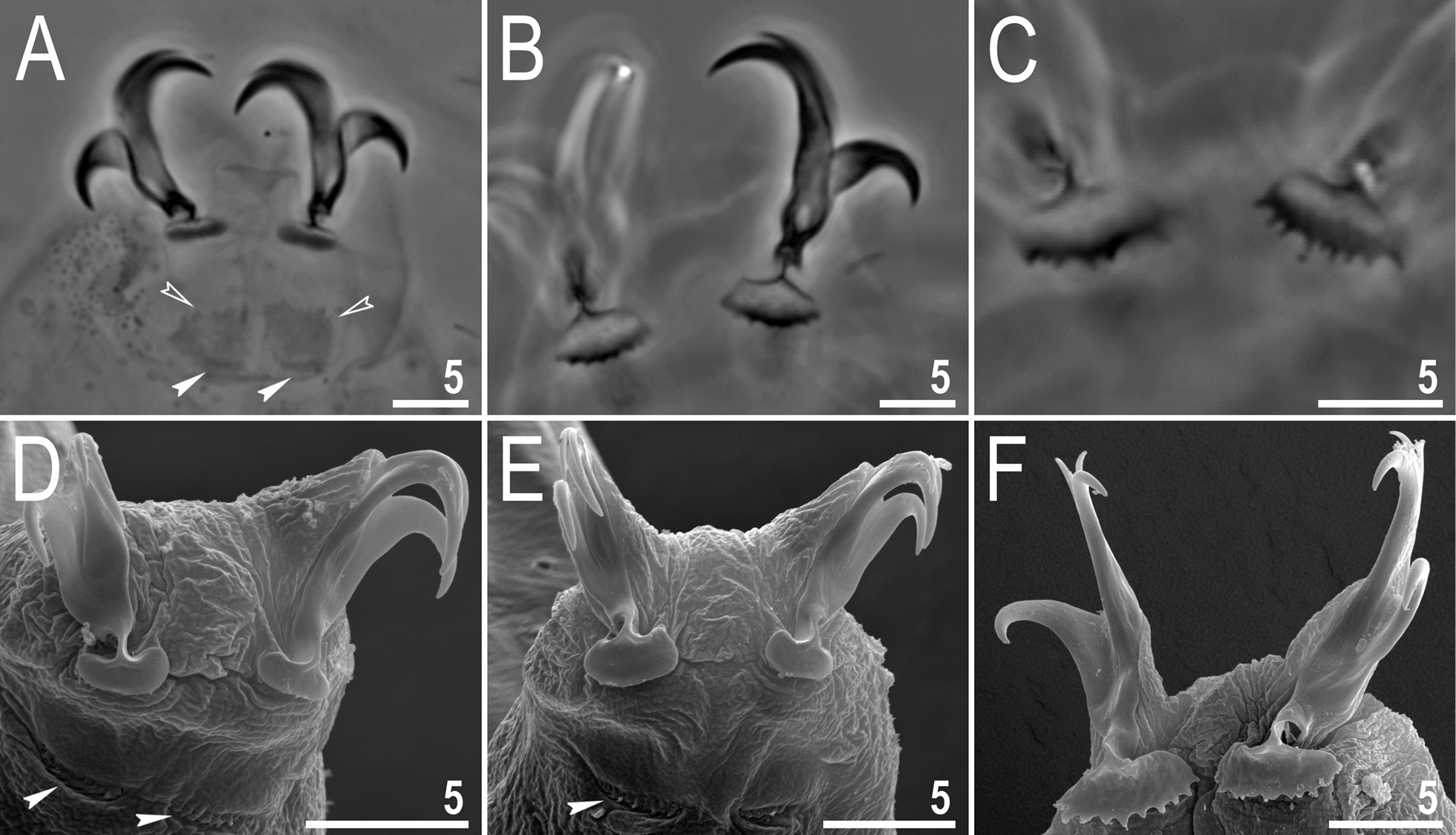
Morfologie drápků u Macrobiotus rybaki

Želvušky mají čtyři páry nečlánkovaných, silně teleskopických končetin. Každý pár je umístěn na samostatném tělním segmentu. První tři páry jsou umístěny podélně a slouží k pohybu, čtvrtý zadní pár končetin je orientován dozadu a slouží k přidržování k substrátu. Nohy jsou většinou zakončeny drápky, které vznikají ze sekretu drápkových žláz.
Drápky mívají velmi komplikovanou stavbu a mohou nabírat různého množství a podob. Jejich počet na jedné končetině se pohybuje mezi 1–12. Někdy mohou vypadat jen jako dlouhé prsty, jindy jsou zaháknuté jako drápy dravců, zdvojené či ztrojené, občas připomínají drápky drápkovců a jindy jsou modifikovány do podoby přísavných disků. Drápky jsou důležitým morfologickým znakem, a to zejména u rodů a čeledí sladkovodních a suchozemských eutardigradů. Zatímco želvušenky (zástupci řádu Arthrotardigrada) mají drápky vloženy přímo v noze, u řádu Echiniscoidea i u všech eutardigradů jsou umístěny na tyčinkovitých výrůstcích zvaných papily (papillae). U některých druhů (např. zástupci rodu Macrobiotus) jsou báze dvojitých drápků pokryty tlustou kutikulární vrstvou. U Milnesium sp. se na každé noze vyskytují dva individuální drápky spolu se dvěma drápky ve tvaru trojzubce. U některých podzemních druhů eutardigradů došlo k redukci nebo dokonce vymizení drápků zadních končetin. U čeledi Necopinatidae jsou drápky nahrazeny kleštičkovitým útvarem a rod Apodibius drápky zcela postrádá.

### Svalovina a pohyb

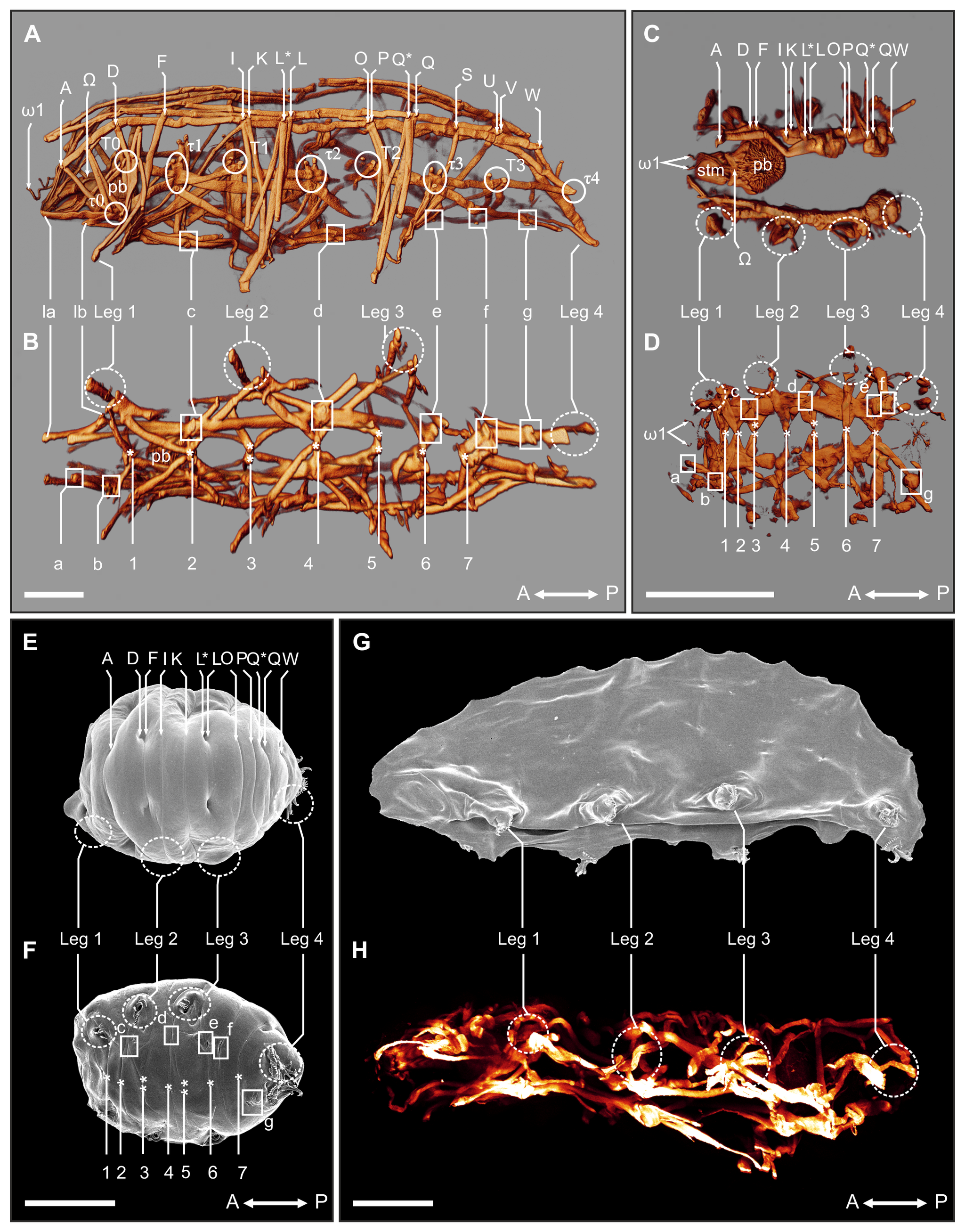
Rekonstrukce svaloviny u Richtersius coronifer

Zatímco svalovina drápkovců je uspořádána v destičkovitých vrstvách v tělní stěně, želvušky nemají svaly přímo v tělní stěně; jejich svalovina tvoří příčně pruhovanou strukturu pod kutikulou. Svalový systém se skládá z dorzálních a ventrálních podélných vláken, příčných svalových vláken sloužících pro pohyb končetin, svalů styletu, hltanového a střevního svalstva a v zadní části těla se nachází svalovina pro defekaci a kladení vajec.
I přes poněkud nemotorně vypadající tělo se želvušky pohybují pomocí chůze. Vzhledem k jejich miniaturní velikosti je však pro ně chůze skrze vodní sloupec náročná a byla přirovnávána k chůzi člověka skrze med nebo burákové máslo. Želvušky pro chůzi používají svých 6 předních končetin. Pohybují vždy jen se dvěma úhlopříčně umístěnými končetinami najednou, podobně jako strašilky. V případě jemnějšího podkladu želvušky mohou přejít z výše popsané chůze do chůze připomínající cval, tzn. hýbou vždy s jedním párem protilehlých končetin najednou. Drápky nebo adhezní (přísavné) disky na koncích noh želvušky používají pro přichycení k podkladu nebo k jiným objektům jako je plovoucí vegetace. U Milnesium tardigradum byla naměřena průměrná rychlost pohybu 23 mm/h a maximální 1166 mm/h. Plavat želvušky až na výjimky neumí. Tou výjimkou je Tholoarctus natans, která je schopna omezeného plavání pomocí zvonkového výrůstku okraje kutikuly, který využívá k plavání ve stylu medúzy.

### Trávicí soustava

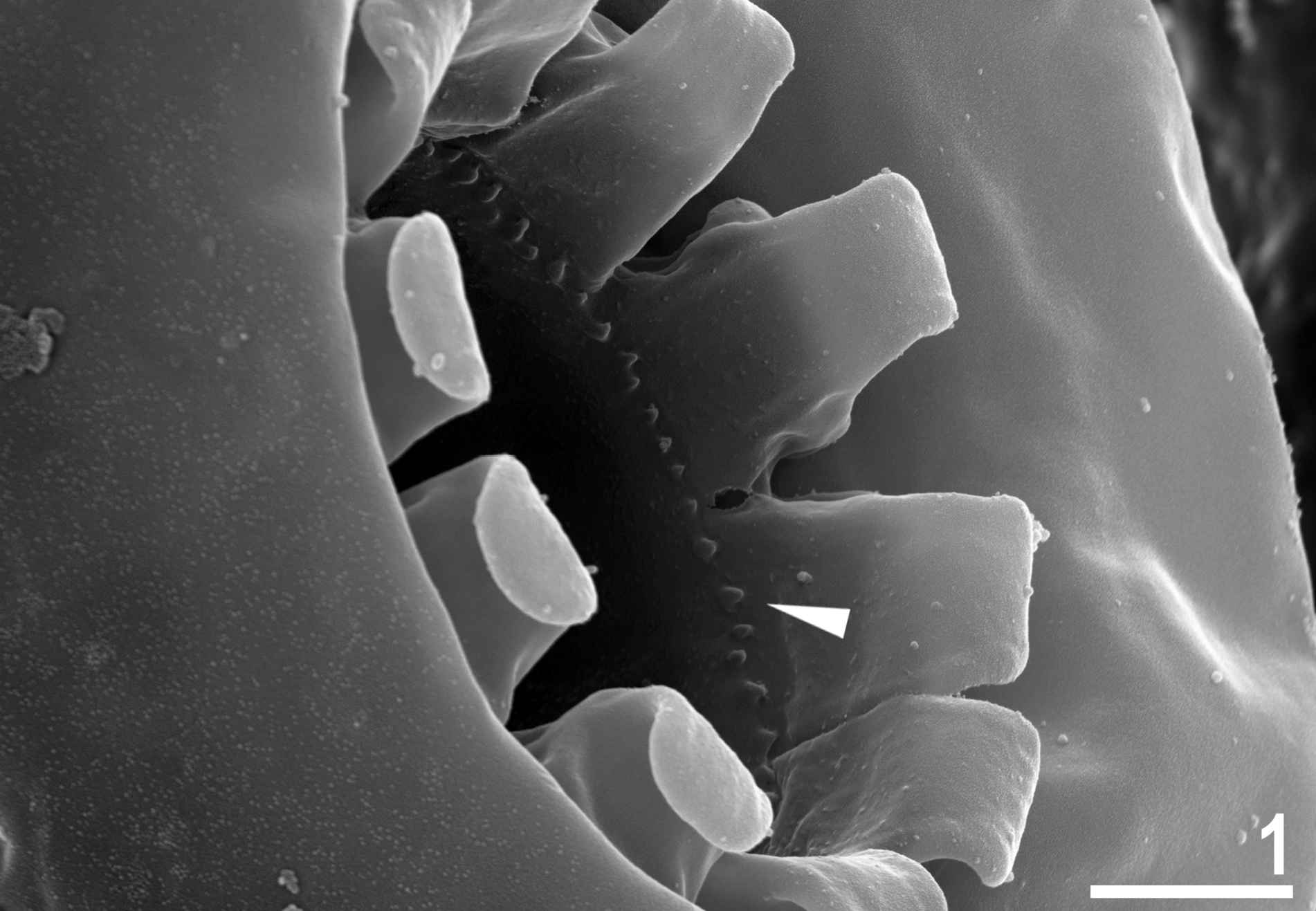
Detail ústního otvoru Macrobiotus annewintersae s 10 peribukálními lamelami

Zatímco dýchací a cévní soustavy nejsou přítomny, trávicí soustava je poměrně propracovaná. Na jejím počátku stojí ústní ústrojí neboli bukofaryngeální aparát, který zajišťuje příjem potravy. Jedná se o komplexní strukturu, jejíž morfologie má podstatný význam v taxonomii želvušek. Bukofaryngeální aparát by se dal schematicky rozdělit na 4 části: tvářový (bukální) prstenec, tvářová trubice, systém stylet a sací hltan. Zatímco tvářový prstenec, tvářová trubice a vystélka hltanu jsou kutikulárního původu, stylety vznikají z výměšku vylučovaným styletovými žlázami. Systém stylet se skládá ze dvou aragonitních bodců a dvou svalových systémů pro jejich podporu. Stylety vystupují do úst ze samostatné komůrky. Fungují jako jakési bodce; oddělují potravu od substrátu a pronikají do rostlinných buněk a nitra malých živočichů, zatímco savý, svalnatý hltan vysaje organické sloučeniny skrze tvářovou trubici z potravy v ústech. Bukofaryngeální aparát má sice nevyjasněný původ, nicméně struktura svaloviny nohou a styletů je velmi podobná, což může naznačovat homologní (mající stejný původ) vztah mezi těmito systémy (styletové žlázy mohou být homologní s drápkovými žlázami, stejně jako stylety s drápky). Kolem kruhovitého ústního otvoru se nachází kutikulární prodloužené struktury, tzv. peribukální lamely, jejichž tvar a počet patří k důležitým rodovým znakům. U několika druhů želvušek, jako je Bergtrollus dzimbowski, byl v oblasti úst popsán dlouhý chobotovitý útvar vzniklý prodloužením ústní oblasti do tvaru chobotu, který může být využit při hledání potravy.

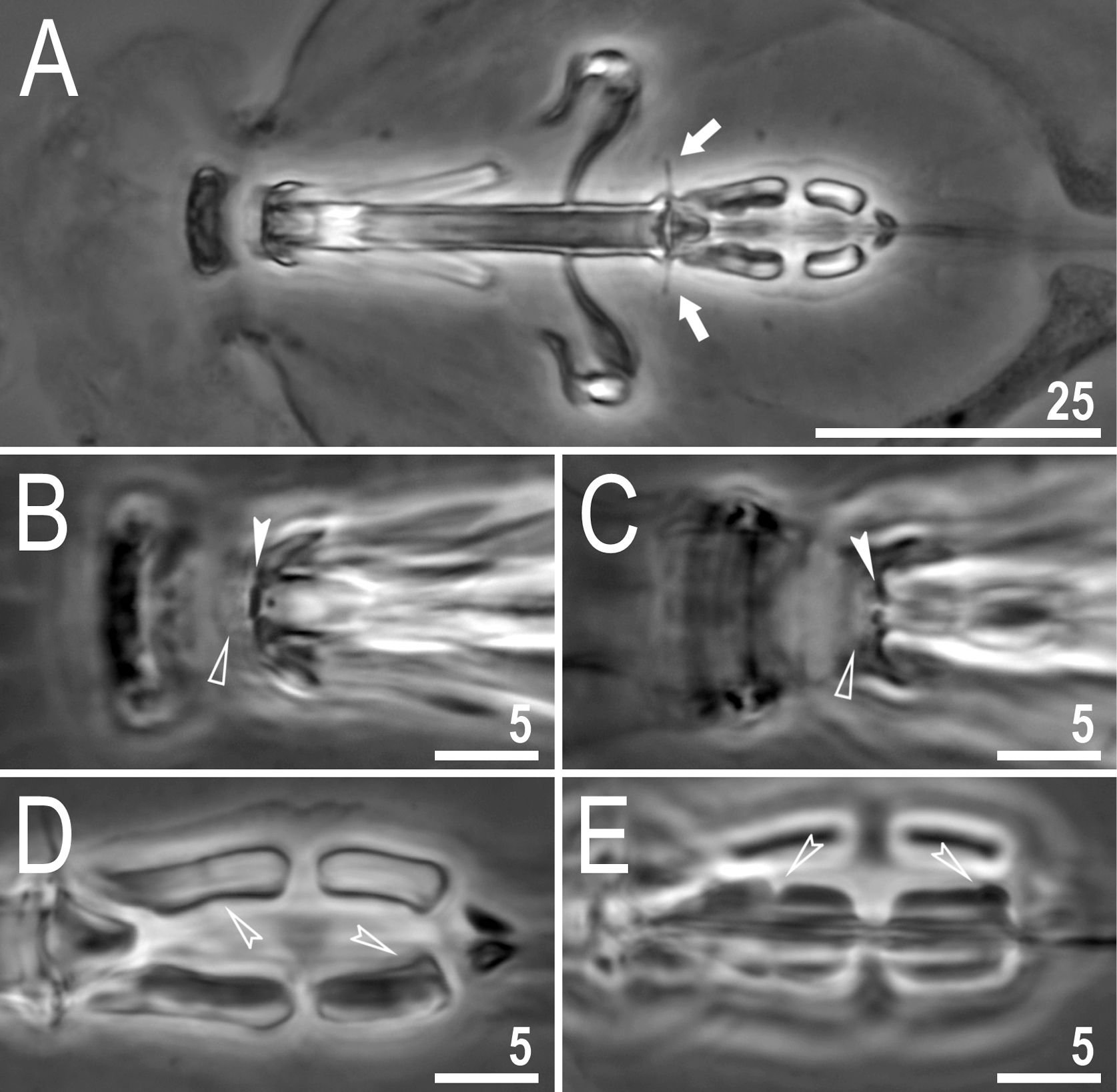
Detail bukofaryngeálního aparátu u želvušky Macrobiotus rybaki; celkový pohled je nahoře

Po průchodu hltanem potrava putuje dále do jícnu, který se otevírá do středního střeva, ve kterém dochází k trávení a vstřebání živin. Po středním střevě následuje rektum a anus. U sladkovodních a suchozemských eutardigradů se na pomezí středního střeva a konečníku nachází Malpighiho trubice, což jsou tři větší žláznaté struktury. Jejich funkce u želvušek však není zcela objasněna. U rodu Halobiotus bylo zjištěno, že tyto žlázy mají osmoregulační funkci. Jelikož Malpighiho trubice nejsou přítomny u heterotardigradů, kteří sdružují hlavně mořské druhy želvušek, je možné, že tyto trubice jsou výsledkem adaptace na pobyt na vzduchu a slouží k vylučování dusíku.

### Nervová a smyslová soustava
Nervová soustava se dá rozdělit na centrální (CNS) a periferní (PNS). CNS je složena z mozkového ganglia, který má podobu velkého laloku umístěného nad hltanem, a břišních řetězců nervů, které se vinou až k zadní části těla. PNS se skládá z nervových vláken v trupu, které leží mimo hlavní řetězec CNS. Patří k němu i čtyři páry končetinových ganglií, které slouží nohám. Komisury nervové sítě nejsou příliš dobře prozkoumány a ani o přenosu signálů v rámci nervové sítě se toho moc neví.

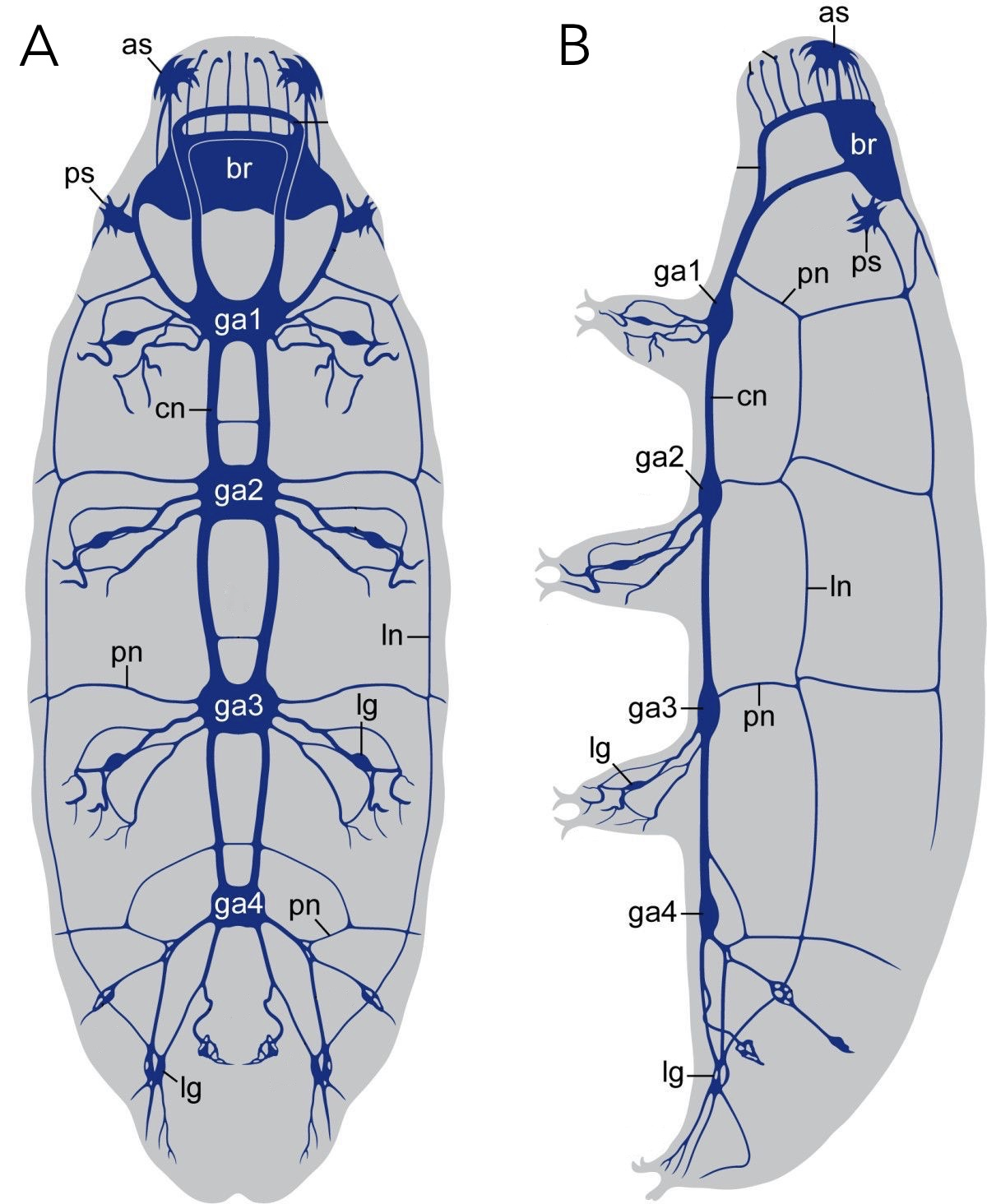
Schematický diagram nervové soustavy želvušek (nervová vlákna modře)

Želvušky se orientují drobnými jednoduchými očky a hmatovými štětinkami. Štětinky jsou nejčastěji umístěny na přední a břišní straně těla a na nohách. Jednoduchá očka s fotoreceptory se nenachází na tělní stěně, nýbrž jsou umístěna v laterálních lalocích mozku. Bývají složena z pěti buněk, z nichž jedna zaznamenává citlivost světla. Řada druhů heterotardigradů má na přední straně hlavy sensorické přívěsky (cirri, sg. cirrus) a jeden až tři páry dutých chemosensorických přívěsků (clavae, sg. clava). Samčí clavae bývají delší než samičí.

### Reprodukční orgány
Samci i samice typicky mají jednu váčkovitou gonádu umístěnou nad středním střevem. Gonáda je zavěšena z tělní stěny pomocí nitkových vazů. Samci disponují párovými semennými kanálky a samice mají pouze jeden vaječník s vejcovodem. U eutardigradů pohlavní orgány ústí do kloaky, u heterotardigradů ústí na spodní straně těla do otvoru zvaného preanální gonopór, který je obklopen šestilaločnou růžicí kutikulárních rýh. U artrotardigradů je rozdíl v gonopóru mezi samci a samicemi: u samců je mírně zvýšený a dále vzadu než u samic.
Výše zmíněnému popisu rozmnožovacích orgánů se vymyká řada želvušek, jejichž anatomie rozmnožovacích orgánů je více či méně odlišná. Tak např. u Milnesium tardigradum se reprodukční žláza vyvinula z Malpighiho trubice. U samic některých eutardigradů (např. rodů Macrobiotus a Hypsibius) se na podzim a v zimě vyvíjí tzv. seminální receptakula, což je kapsovitý kutikulární útvar po straně gonopóru, do kterého samci vypouští své spermie. Seminální receptakula je přítomna i u mořských a suchozemských druhů heterotardigradů.
Dvojice želvušenky z řádu Arthrotardigrada Megastygarctides christinae a M. gerdae zase má dvě seminální receptakuly, jejichž vývody ústí na vnější straně těla. Tyto prodloužené části u M. christinae vytváří dva duté ostny s terminálním pórem, u M. gerdae tvoří dvě ovoidní kutikulární struktury, které překrývají šestilaločnou růžici samičího gonopóru. Obě vnější struktury jsou umístěny po stranách gonopóru a mohou hrát úlohu během kopulace, což nicméně zatím není ověřeno. Hermafroditní eutardigradé mají ovotestis, což je společná zárodečná oblast pro samičí a samčí pohlavní buňky. Ovotestis je bezbariérový, takže spermie a vajíčka od sebe nic neodděluje.

## Výskyt a stanoviště

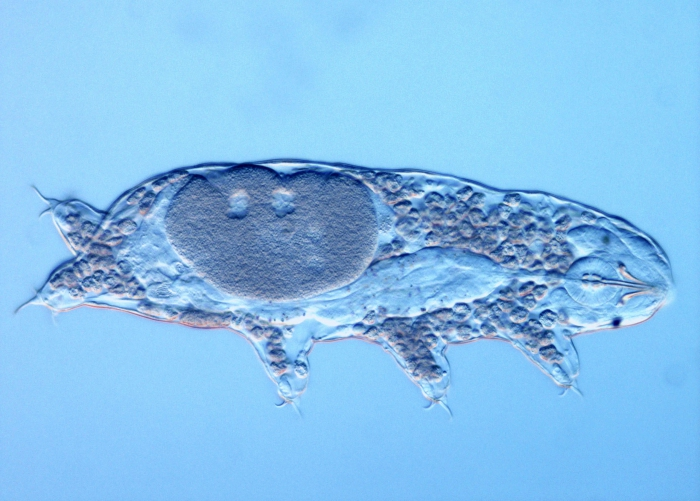
Acutuncus antarcticus žije v Antarktidě, Jižní Georgii a Jižních Sandwichových ostrovech

Želvušky obývají sladkovodní, mořské i suchozemské biotopy. I přesto, že se želvušky vyskytují často i v suchozemských habitatech, jsou silně vázány na vodu, kterou potřebují pro aktivní život, což z nich v podstatě dělá vodní živočichy. Většina druhů se vyskytuje na semiakvatických (částečně vodních) stanovištích, jako jsou tenké vodní vrstvy (filmy) na meších, lišejnících, játrovkách, různých krytosemenných rostlinách nebo v půdě či lesní podlážce. Řada druhů obývá sladkovodní či mořské vodní prostředí od hlubokých vod po mělčiny. Zatímco některé mořské druhy parazitují na pokožce sumýšů či svijonožců, jiné tvoří komensální vazby se stejnonožci, na kterých žijí přichyceni na pleopodech (zadečkových končetinách). Řada druhů má cirkumpolární rozšíření, avšak některé druhy jsou přísně endemické.
Želvušky vynikají schopností obývat extrémní prostředí. Mohou obývat velmi chladné oblasti Antarktidy či Arktidy, hluboká moře (v Indickém oceánu se želvušky vyskytují do hlubin 4700 m) i vysoké nadmořské výšky (6000 m n. m. v Himálajích). Jako jedni z mála organismů mohou trvale žít i na ledovcích. Některé druhy žijí v pouštích nebo v sopečném bahně. Několik druhů se vyskytuje přímo v horkých pramenech. Vzhledem k relativní neprozkoumanosti želvušek lze předpokládat, že jejich biogeografie bude mít ještě širší záběr.

## Biologie

### Životní cyklus

#### Rozmnožování

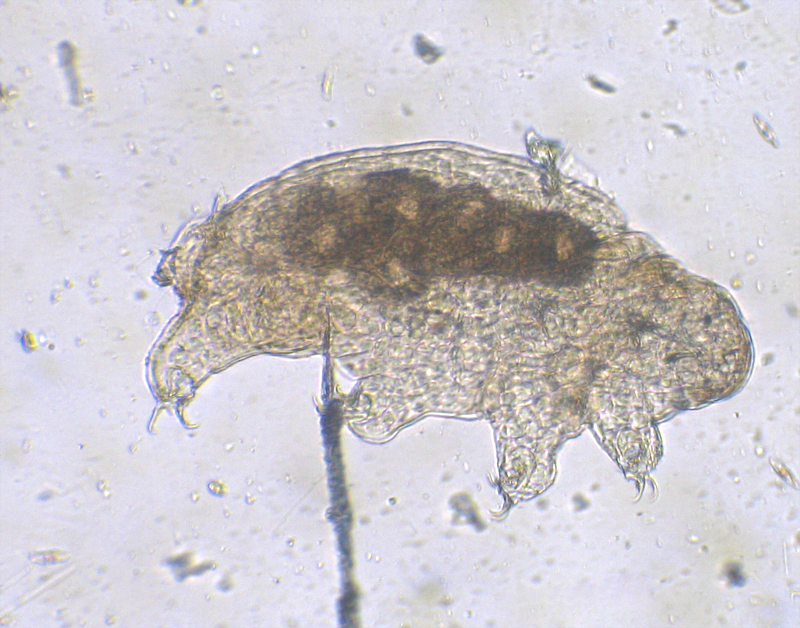
Samice s viditelnými vajíčky v těle

Želvušky jsou převážně gonochoristé. Jejich vývoj je přímý. Rozmnožují se pomocí pohlavních buněk. Nejčastěji dochází k výskytu smíšeného pohlaví, avšak jsou známy i populace pouze se samicemi nebo hermafrodity. Vedle pohlavního způsobu se mohou občas rozmnožovat i partenogeneticky.
Většina druhů se rozmnožuje pohlavním vnějším oplozením. Fertilizace vnějším oplodněním se předpokládá u mořských a suchozemských druhů heterotardigradů na základě morfologie spermií a přítomnosti dvou seminálních receptakul umístěných ve značné vzdálenosti od samičina gonopóru. U těchto druhů samec vypouští spermie do již zmíněné seminální receptakuly, kde zůstávají až do doby fertilizace vajec. Informace o námluvách, kopulaci a fertilizaci jsou jen sporadické. Z dostupných pozorování se nicméně ukazuje velmi vysoká variabilita kopulačních pozic.

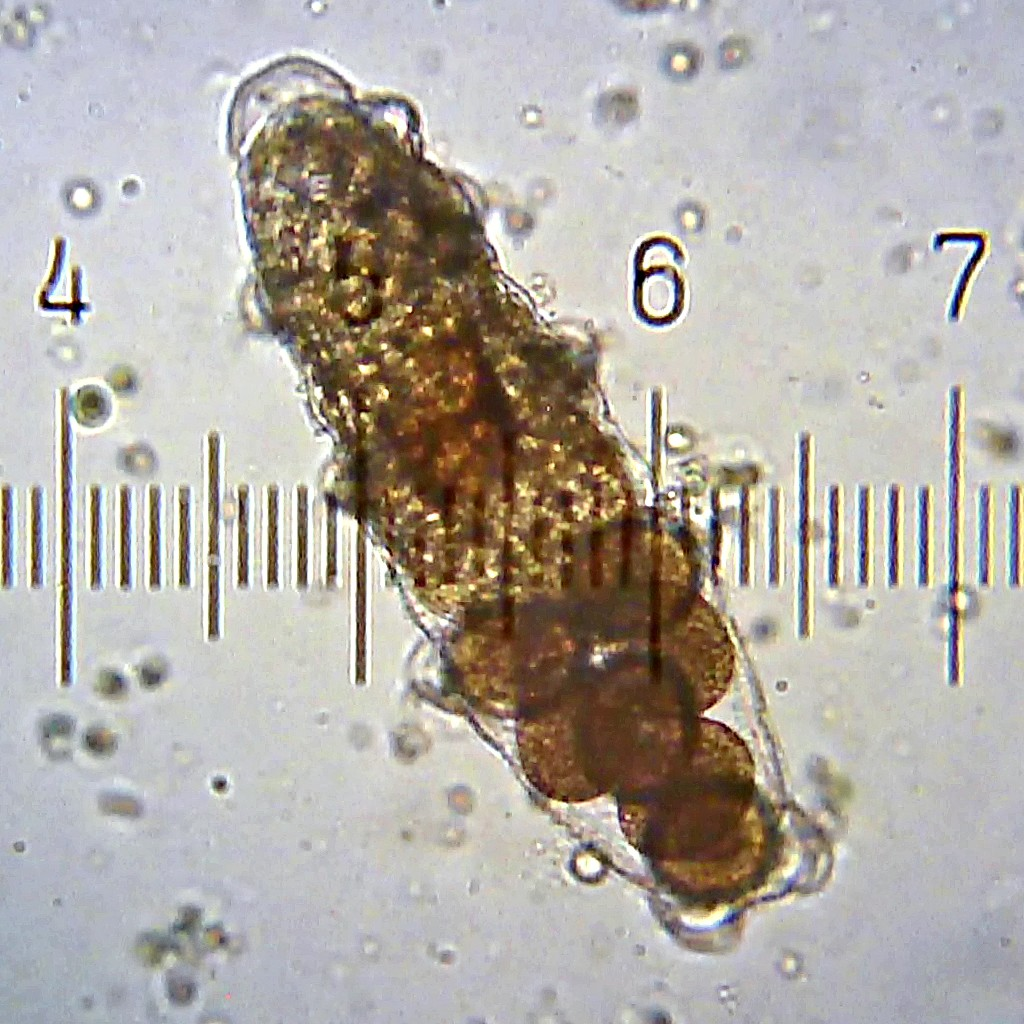
Svlečka samice s vajíčky

Poměrně dobře známá je kopulace eutardigrada Isohypsibius dastychi. V době třetího svlékání se u samice vyvinou pohlavní buňky. Jakmile samice projde třetím svlékáním, svlečku (exuvie) neodhodí, avšak zůstane v ní, čímž je připravena ke kopulaci. Pokud ke kopulaci nedojde v rámci jednoho dne, dochází k absorpci vajíček a do 4–7 dní samice vyvíjí vajíčka nová. Jakmile samici připravenou k páření zaznamená samec, nejdříve přistoupí z boku k přední části svlečky, uchopí samici předními končetinami a nastaví samici k ústům svou kloaku, kterou samice stimuluje svým sacím hltanem a jemným popichováním stylety. Takováto kopulace trvá kolem jedné hodiny, během které samec několikrát ejakuluje a samice naklade vajíčka do svlečky. I tento proces je považován za vnější oplodnění, protože samičí i samčí pohlavní buňky jsou vypuštěny najednou. U mořské gonochoristky Batillipes noerrevangi bylo pozorováno, jak samec před vnější fertilizací vajíček stimuloval samici svými sensorickými přívěsky, načež samice nakladla vajíčka na zrníčko písku. Vnitřní oplodnění praktikuje např. Pseudobiotus megalonyx nebo Ursulinius nodosus, kdy samec ejakuluje do kloaky samice ještě před nakladením vajíček.
Partenogeneze je rozšířena hlavně u suchozemských druhů, a to zejména u populací, ve kterých se vyskytují pouze samice. Takovýto typ partenogeneze se nazývá thelytokie, kdy se z neoplozených vajíček vyvíjí pouze samice. Znám je případ dravé želvušky Milnesium tardigradum, v jejímž partenogenetickém řetězci se vyskytují většinou jen samice, samci se líhnou jen výjimečně. I když není jasné, zda tito samci hrají roli v pohlavním rozmnožování této želvušky, je možné, že přispívají ke zvyšování genetické diverzity druhu. K hermafroditním druhům patří např. některé druhy z rodů Macrobiotus, Amphibolus, Isohypsibius, Hypsibius, Parhexapodibius a Necopinatum.

#### Vývoj

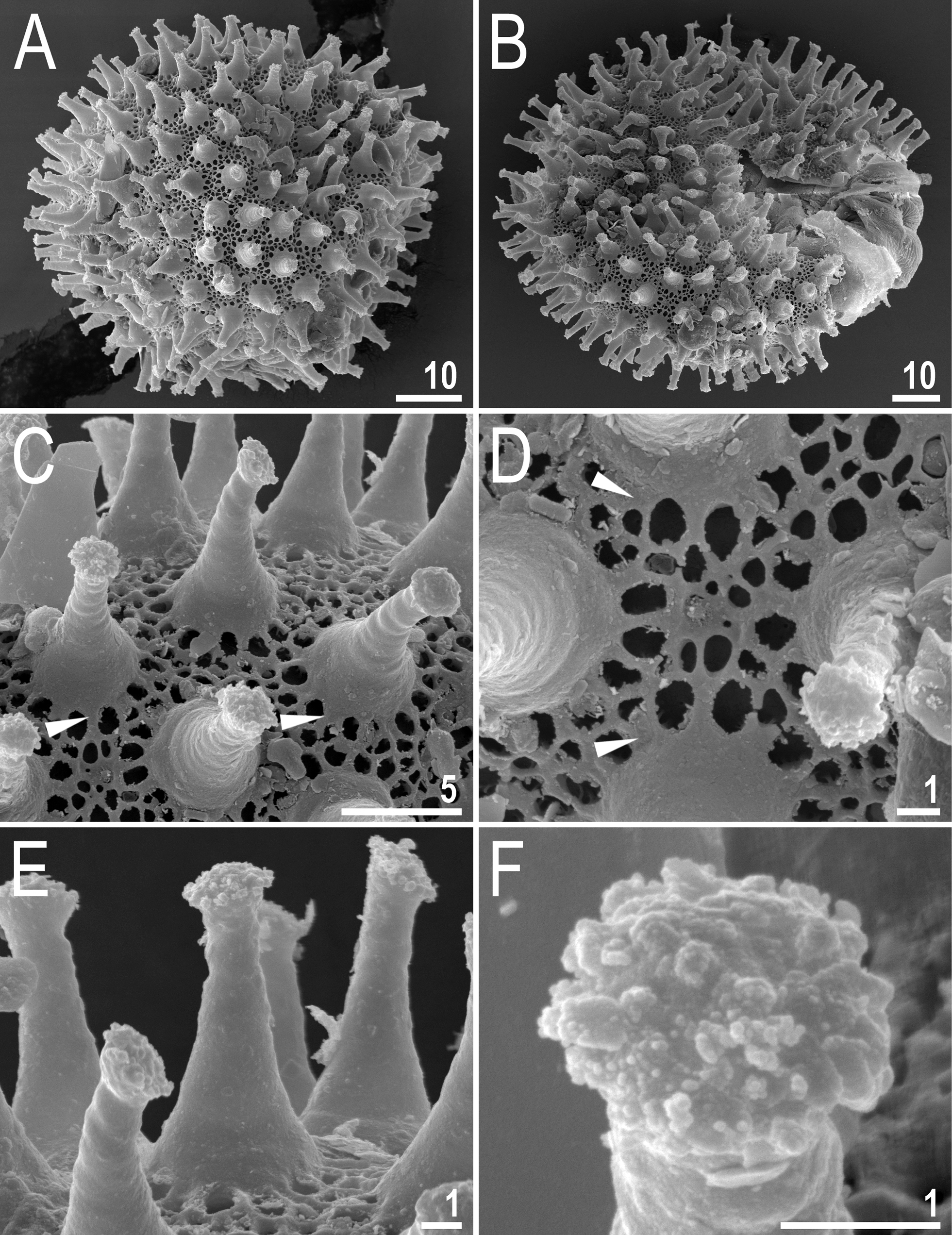
Morfologie povrchu vajíčka eutardigrady Macrobiotus rybaki

Vajíčka želvušek jsou vzhledem k velikosti samice poměrně velká. Samice jich naklade 1–20. Obsahují žloutek a mladé želvušky se líhnou po 5−100 dnech v závislosti na druhu a podmínkách, jako je teplota nebo přísun kyslíku. Vajíčka mohou mít různé tvary a jejich morfologie přispívá ke druhovému i rodovému určení želvušek. Povrch vajíček může být hladký nebo zvrásněný různě tvarovanými výrůstky. Suchozemské a sladkovodní druhy kladou buďto vejce s hladkým povrchem do svlečky, nebo zvrásněná vejce volně do okolního prostředí. Primitivnější mořští heterotardigradi kladou vejce s hladkým povrchem.
Přinejmenším u některých želvušek dochází ke znatelně odlišné době klubání z vajíček. U Paramacrobiotus richtersi, která žije v listové podestýlce, bylo v laboratorních podmínkách zjištěno, že většina vajíček nakladených do vody se sice vyklubala za 30–40 dní po nakladení, avšak kolem 30 % vajíček se vyklubalo až za 41–62 dní a malé procento vajíček se vyklubalo po 90 dnech po dehydrataci a následné rehydrataci. Různá délka klubání spolu s tím, že menší část vajíček byla závislá na drastické změně environmentálních podmínek, byla interpretována jako součást strategie přežití. U některých druhů byla zaznamenána limitující mateřská péče. U samic z rodu Pseudobiotus po nakladení vajíček do svlečky nedochází k opuštění svlečky s vajíčky, avšak samice zůstane přichycena ke svlečce až do doby vylíhnutí vajíček. Někdy dokonce může dojít k tomu, že zatímco vajíčka zrají ve svlečce, samice naklade další snůšku vajíček do další svlečky.
Želvušky se líhnou z vajíčka nasátím vody přes chorion do střeva, čímž vzroste její vnitřní hydrostatický tlak, načež želvuška protrhne vaječný obal s pomocí zadních noh a stylet. Miniaturní mláďata jsou podobná dospělcům. Gonády mláďat jsou však podvyvinuté a jejich bukofaryngeální aparát s drápky jsou morfologicky odlišné od dospělců. U echiniscoidů jsou nedospělí jedinci vybaveni na každé noze pouze dvěma drápky a teprve po dvou svlékáních se jim vyvíjí čtyři drápky jako u dospělců a anální otvor a gonopór. Mláďata též mohou mít menší počet hlavových přívěsků (cirri). Počet buněk je u mláďat stejný jako u dospělců, avšak s růstem těla se jejich velikost (nikoliv počet) zvětšuje. Pohlavní dospělosti želvušky dosahují nejčastěji během druhého nebo třetího, výjimečně již během prvního svlékání. Produkce vajíček pokračuje celý život a želvušky jich nakladou až 190.

### Potrava a predátoři
Trofické interakce tak malých organismů, jako jsou želvušky, jsou ve volné přírodě velmi těžko studovatelné. Zatímco některé želvušky jsou predátorské, jiné se živí rostlinným materiálem. K potravě predátorských želvušek patří hlavně bakterie a detrit, býložravé želvušky pojídají mech, řasy a buňky rostlin. Jedna z mála studií potravních návyků želvušek se zabývala obsahem střev několika druhů. Býložravá Macrobiotus sapiens měla ve střevu mechy z čeledí Erpodiaceae a pozemničkovité (Pottiaceae), želvušky Echiniscus granulatus a Macrobiotus persimilis měly zase mechy z čeledi Grimmiaceae a střevo Richtersius coronifer bylo vyplněno zelenou řasou rodu Trebouxia. Dravá želvuška Milnesium tardigradum se zase živí hlísticemi a vířníky. K predátorům želvušek patří máloštětinatci, hlístice, roztoči, pavouci, vířníci, chvostoskoci, hmyzí larvy nebo jiné želvušky.

### Anabióza

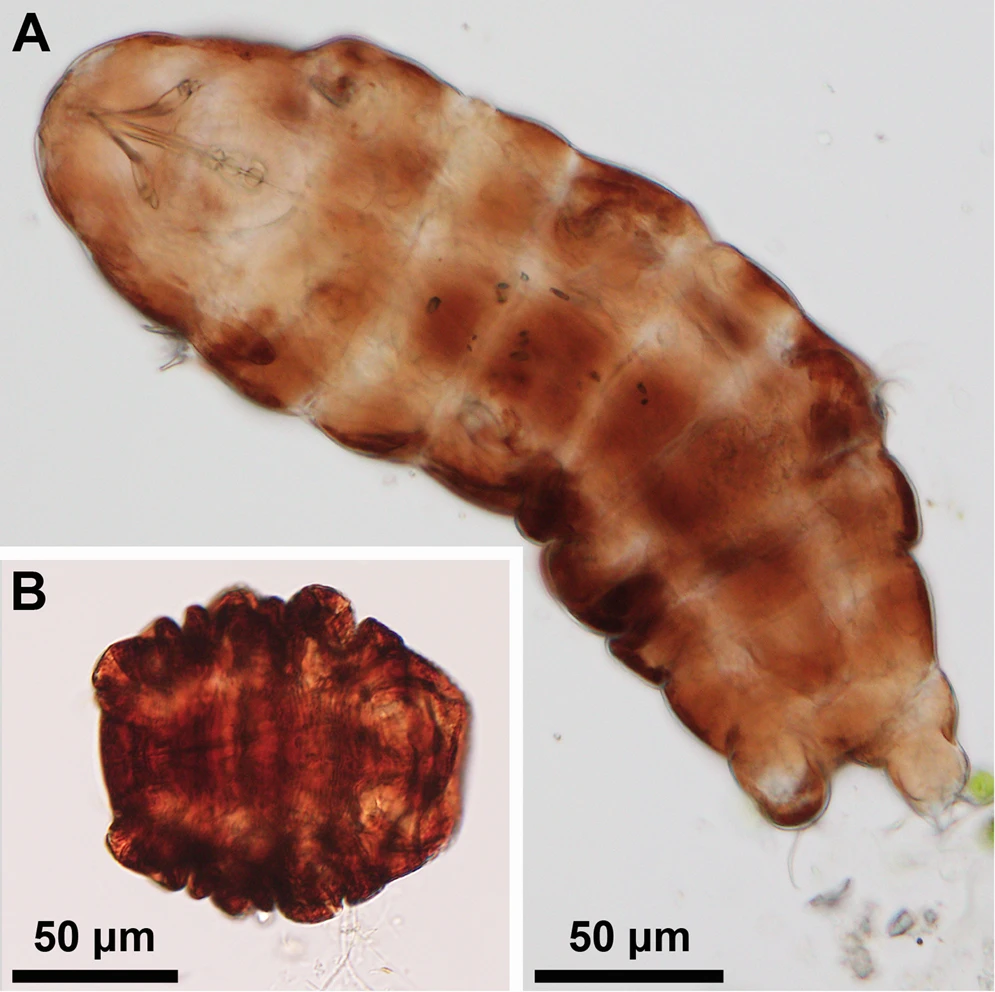
Srovnání A) aktivní želvušky a B) želvušky v soudečku (Ramazzottius varieornatus)

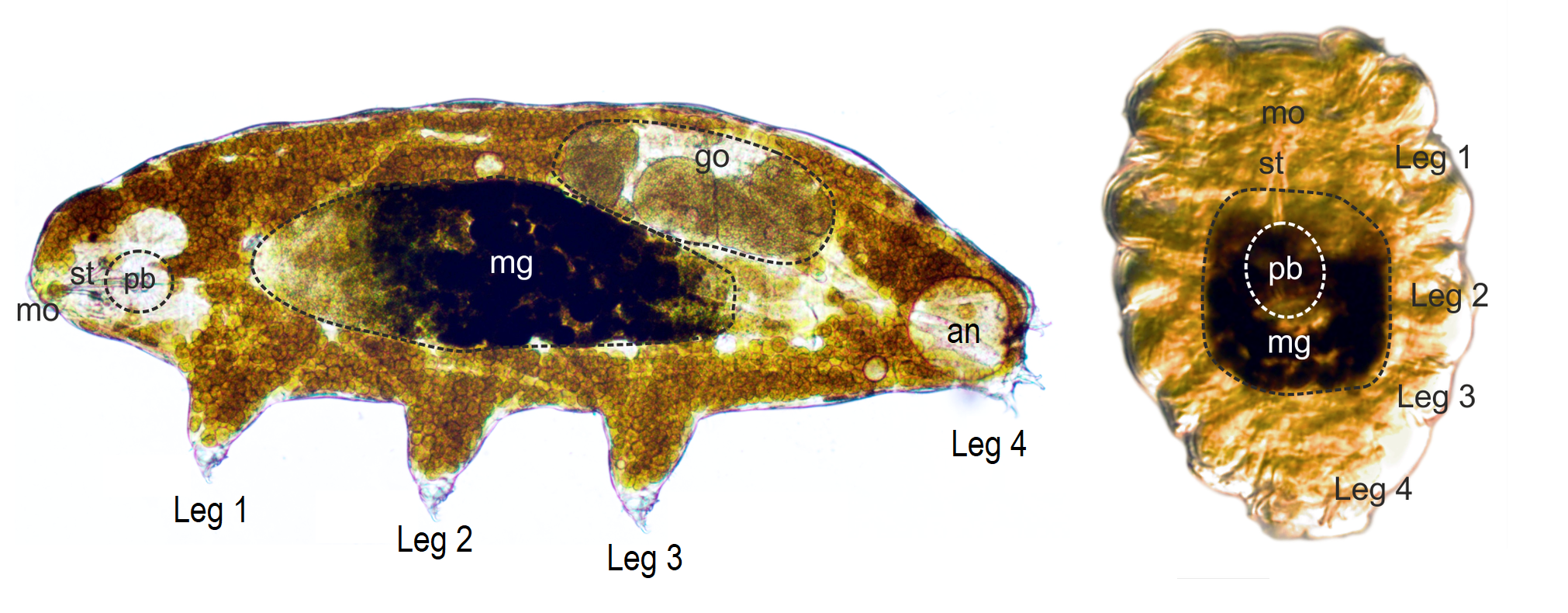
Přeskupení orgánů u Richtersius coronifer během anhydrobiózy: střevo (mg), gonáda (go), bukofaryngeální aparát (pb), stylety (st), anus (an), ústa (mo)

Želvušky jsou známé tím, že v nepříznivých podmínkách upadají do ametabolického stavu, který se nazývá anabióza. Jedním z několika typů anabiózy je anhydrobióza, tzn. stav extrémního vyschnutí organismu; právě do tohoto stavu želvušky upadají nejčastěji. V anabióze jsou želvušky odolné vůči nedostatku vody, avšak i dalším vnějším vlivům jako extrémní chlad, teplo, radiace, anaerobní podmínky, extrémní pH nebo toxické látky. Do stavu anabiózy vstupují želvušky typicky na několik dní či týdnů, když se např. vysuší filmový filtr na mechu, v němž žijí. Do anhydrobiózy, která může být opakovaná, mohou upadat dospělí jedinci i vajíčka. Ne všechny druhy želvušek dokáží odolávat vnějším vlivům stejnou měrou a rozdíly v toleranci na sucho existují i mezi populacemi stejného druhu. Při upadání do anhydrobiózy želvušky prodělávají řadu metabolických a anatomických změn, které se navenek projevují formováním tzv. soudečku; dochází k podélné kontrakci těla a zatažení končetin dovnitř těla, čímž se razantně sníží povrch těla a tím i odpařování tělní tekutiny. Při anhydrobióze želvušky vyplaví do svého organismu cukr trehalózu, jenž se za určitých podmínek převede do struktury podobné sklu a ochrání buněčné struktury želvušky. V anhydrobióze se metabolismus želvušek sníží až na 0,01 % oproti aktivnímu stavu.
Ve stavu anhydrobiózy jsou želvušky zcela pasivní. Délka aktivního života želvušek se odhaduje na 18−30 měsíců. Experimenty bylo prokázáno, že upadnutím do anhydrobiózy si želvušky sice prodlouží celkovou délku života, avšak ne jeho aktivní část, která je zhruba stejná pro jedince upadající do anhydrobiózy a jedince neupadající do anhydrobiózy. Ve stavu anhydrobiózy mohou želvušky přežít i roky a v extrémních případech desetiletí. Nezřídka se uvádí, že želvušky mohou žít i 100 a více let, podle odbornice na želvušky Sandry McInnesové to nicméně nebylo ověřeno a jedná se o přehnané odhady. Bylo ukázáno, že s časem stráveným v anhydrobióze se zvyšuje poškození buněk a želvušky tedy nemohou v anhydrobióze zůstat „věčně“. Jen málo druhů želvušek dokáže v anabióze přežít více než 5 let. Výjimečný je případ antarktických želvušek Acutuncus antarcticus, které byly spolu s jedním vajíčkem v roce 1983 zmrazeny na vzorku antarktického mechu v −20 °C. Po 30,5 letech se želvušky s vajíčkem podařilo rozmrazit a oživit. Co více, krátce po rozmnožení se tyto želvušky začaly úspěšně rozmnožovat.
V anabióze želvušky přežijí tlak až 1200 atm, což odpovídá tlaku na dně Mariánského příkopu. Dokáží přežít několik minut v teplotách až −272 °C (takřka absolutní nula) nebo naopak +150 °C, i když tyto teploty jsou značně extrémní a např. Adorybiotus coronifer dokáže bez problémů přežít hodinu v 70 °C vodě, při navýšení teploty však úmrtnost v populaci rychle stoupá a tato želvuška nedokáže přežít teplotu 100 °C. Želvušky jsou dokonce odolné i radiaci o síle až kolem ∼5000–6200 Gy (člověk umírá do několika hodin po vystavení radiaci kolem 10 Gy). U rodu Paramacrobiotus byla objevena vysoká odolnost ultrafialovému záření, proti kterému jsou želvušky z tohoto rodu chráněny fluorescentními pigmenty, které jsou patrně uloženy pod pokožkou. Želvušky umí částečně odolat i různým chemikáliím jako jsou sulfidy, oxid uhličitý, ethanol (do 10 minut) nebo hexanol.
Odolnost želvušek je natolik velká, že se dokonce předpokládá jejich přežití v případě globálních masových vyhynutí způsobených astrofyzikálními jevy, jako jsou gama záblesky nebo impakt astronomického tělesa. I přes své výjimečné schopnosti přežít v nehostinných podmínkách se nejedná o extrémofily, protože želvušky nejsou adaptovány na extrémní podmínky, „pouze“ v nich dokáží přežít a jejich šance uhynutí se v těchto podmínkách časem zvětšuje. Schopnosti odolat extrémním podmínkám z nich dělá jedny z nejodolnější organismů na světě. I když k největší odolnosti dochází ve stavu anhydrobiózy, želvušky jsou odolné i v aktivním stavu. Při laboratorních pokusech aktivní želvušky odolaly teplotám mezi +38 °C a −196 °C, atmosférickému tlaku do 100 MPa a radiaci srovnatelné s odolností želvušek v anhydrobióze.

## Vztah klidem

### Želvušky ve vesmíru

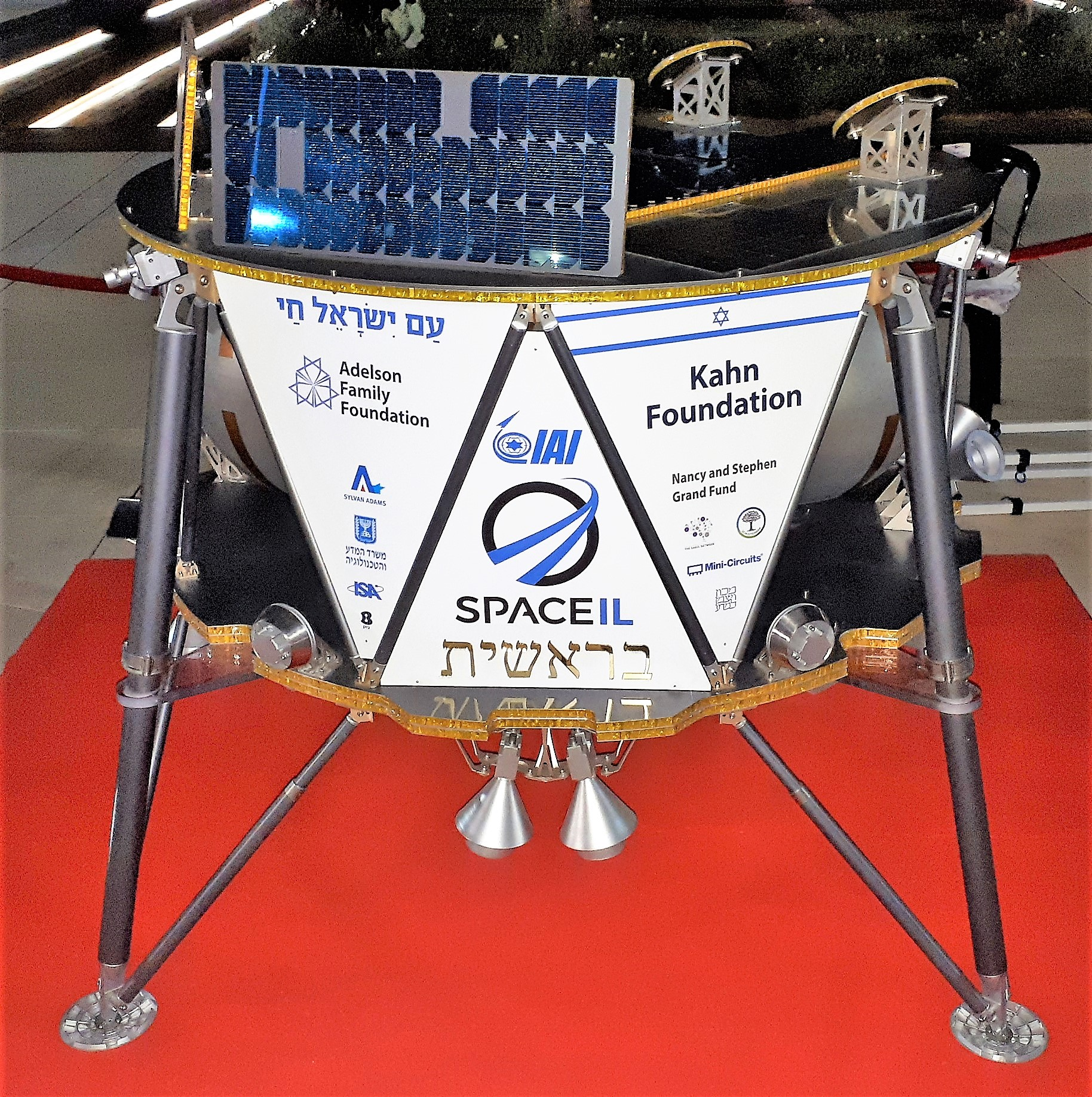
Model vesmírné sondy Beresheet, která na Měsíc vezla hned několik tisíc želvušek

Vzhledem k výše zmíněným schopnostem jsou želvušky využívány vědci k výzkumu vesmíru, kde se využívají jako modelový organismus. V roce 2007 se v rámci dvanáctidenní mise Foton M3 do vesmíru vydalo hned několik druhů želvušek, u kterých vědci zkoumali stres i míru poškození DNA, vystavení vesmírnému prostředí nebo vliv vesmírné radiace na želvušky. Z experimentů vyplynulo, že želvušky dokázaly ustát desetidenní vystavení otevřenému vesmíru a toto anaerobní prostředí nemělo vliv na jejich míru přežití a dokonce ani na kladení vajíček, ke kterému došlo po návratu na Zemi. Na míře přežití se nicméně negativně podepsalo záření. Podobné experimenty proběhly v roce 2011 v rámci projektu TARDIKISS (Tardigrades in Space; česky „želvušky ve vesmíru“), během kterého želvušky vynesl do vesmíru raketoplán Endeavour. V roce 2011 se želvušky ocitly i na palubě Fobos-Grunt, nepilotované sondy Ruska na Phobos, jeden z měsíců Marsu. Mise nicméně nebyla úspěšná a sonda zanikla již v atmosféře Země.
V roce 2019 bylo několik tisíc želvušek vzato na palubu izraelské vesmírné sondy Beresheet, jejímž cílem bylo přistání na Měsíci. Dne 19. dubna 2019 však došlo ke zřícení sondy na povrch Měsíce. Nedlouho nato se začaly objevovat zprávy, že želvušky mohly zřícení sondy přežít a po člověku se tak stát druhým známým druhem, který se dostal na Měsíc. V roce 2021 nicméně vyšla studie, ve které vědci otestovali, že želvušky sice mohou přežít dočasný nárazový tlak až 1,14 GPa (rychlost nárazu kolem 3,000 km/h), avšak nikoliv více. Tlak předpokládaný u zřícené mise byl větší, a želvušky tak náraz s největší pravděpodobností nepřežily.

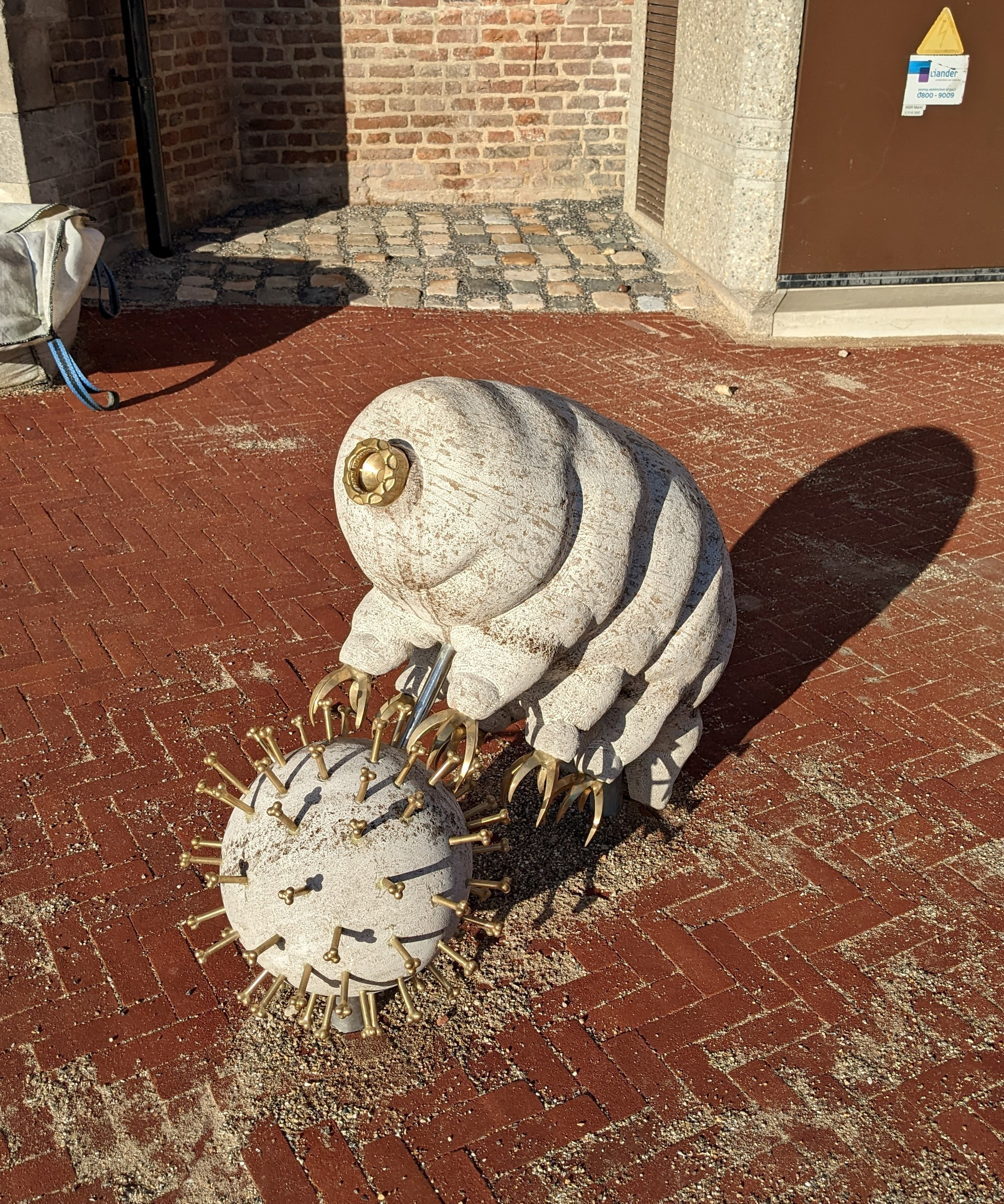
Umělecké dílo Noemova archa 3.0 v Amsterodamu zobrazující želvušku na modelu koronaviru

Nezřídka se objevují spekulace o tom, zda by želvušky mohly přežít na Marsu nebo exoplanetách. Má se za to, že přinejmenším na Marsu by teoreticky přežít mohly. Nicméně i miniaturní želvušky stále potřebují něco jíst; potravu by jim v takovém případě mohly zajistit některé řasy, které také dokáží na Marsu přežít.

### Odkaz vkultuře
O želvuškách existuje celá řada zmínek v populární kultuře. V hororovém sci-fi filmu Harbinger Down z roku 2015 se objevují vysoce zmutované želvušky, které ohrožují posádku rybářské lodi. Ve filmech Ant-Man (2015) a Ant-Man a Wasp (2018) se hlavní protagonisté filmu zmenší a vstoupí do Quantum Realm, fiktivního světa mikroskopických organismů, kde potkají želvušky. V komiksové sérii Paper Girls (2015) se objevuje dvojice obřích želvušek. Píseň „Tardigrade Song“ (Píseň želvušky) anglického skladatele Cosma Sheldrakeho byla inspirována tím, že si Sheldrake představil, že je želvuškou. Vesmírná želvuška (tvor, který však s reálnými želvuškami nemá nic společného), se vyskytuje v seriálu Star Trek: Discovery, kde je využívána k novému typu pohonu hvězdné lodi.